# Tarthun
Tarthun ist ein Ortsteil der Gemeinde Bördeaue im Salzlandkreis in Sachsen-Anhalt.

## Geografie
Der von der Landwirtschaft geprägte Ort liegt an der Bode etwa 25 Kilometer südlich von Magdeburg.

## Geschichte
Auf bronzezeitliche Spuren weist das Depot von Tarthun.
Die Gründung des Ortes geht auf die Grafen von Hadmersleben zurück. Die bedeutendsten Denkmäler der Gemeinde sind die Dorfkirche St. Johannis aus dem 13. Jahrhundert, der Klosterhof aus dem 14. Jahrhundert sowie zwei Taubentürme vom Beginn des 18. Jahrhunderts.
Während des Zweiten Weltkriegs wurden Kriegsgefangene als NS-Zwangsarbeiter in den Ort verschleppt. Sie mussten im örtlichen Salzbergwerk, Kalibergwerk Schächte 4 und 6, beim unterirdischen Bau von Heinkel He 162 für die Organisation Todt,  OT, arbeiten. Kennung dieses Lagers war „T 60“, das Projekt hieß im Tarnbegriff „Maulwurf“. Sie arbeiteten dort ebenfalls zwangsweise für die Junkers Flugzeug- und Motorenwerke. Diese Zwangsarbeiter unterlagen dem Unterkommando von Schönebeck (Elbe), einem Außenlager des KZ Buchenwald. Ferner ist ein belgischer Zwangsarbeiter unbekannten Namens („F.“) belegt.
Am 1. Januar 2010 schlossen sich die bis dahin selbstständigen Gemeinden Tarthun und Unseburg zur neuen Gemeinde Bördeaue zusammen.

## Religion

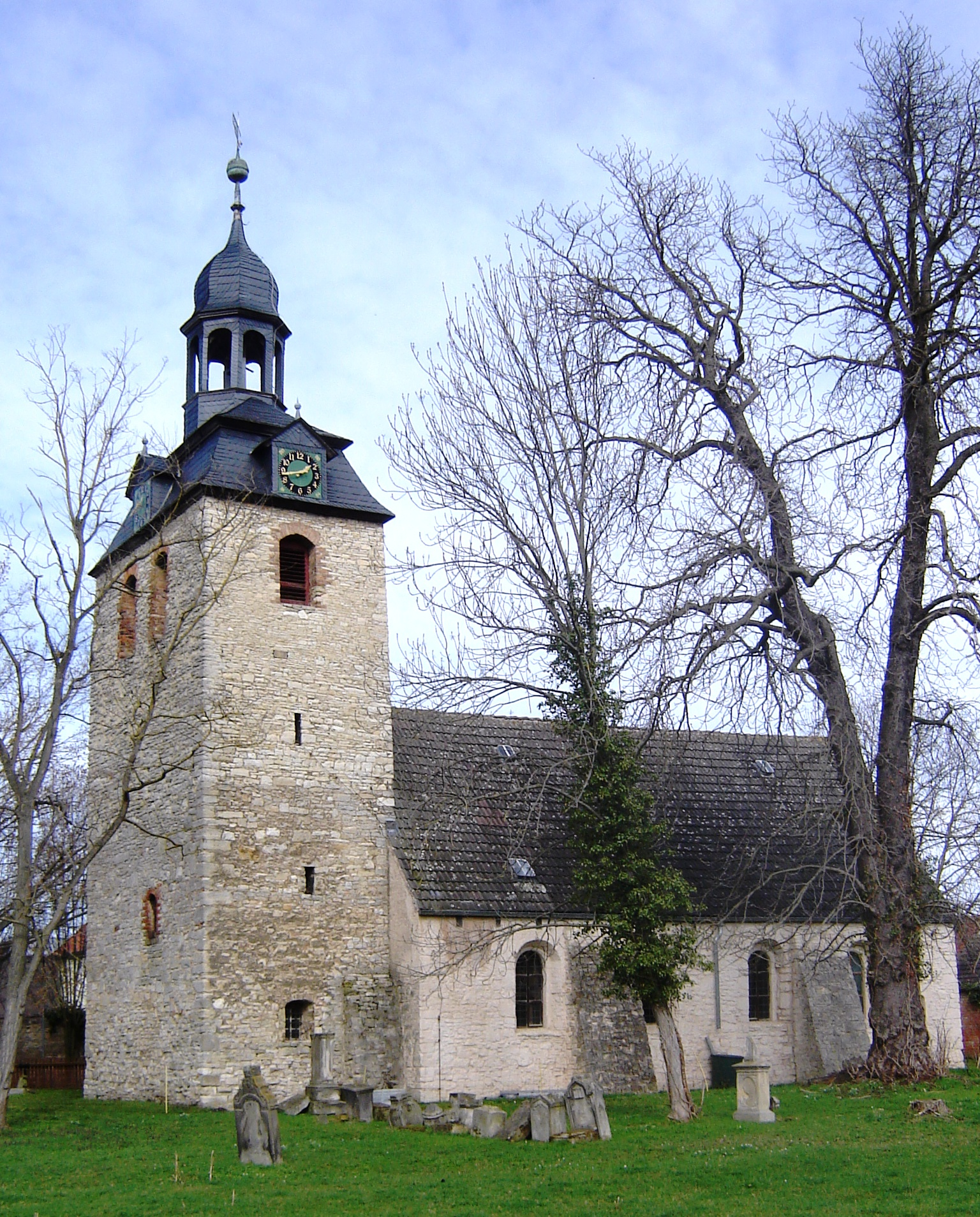
Ev. Kirche

Die Evangelische Kirche in Mitteldeutschland ist in Tarthun mit einer Kirchengemeinde vertreten, deren Kirche St. Johannis Baptistae nach Johannes dem Täufer benannt ist. Diese Kirchengemeinde gehört zum Kirchenkreis Egeln.
Die katholische Kapelle an der Buschstraße wurde 1953 errichtet, nachdem sich im Zuge der Flucht und Vertreibung Deutscher aus Mittel- und Osteuropa 1945–1950 wieder Katholiken im seit der Reformation evangelisch-lutherisch geprägten Tarthun niedergelassen hatten. Die Kapelle gehörte damals zum Pfarrbezirk der Pfarrei St. Johannes Baptist in Wolmirsleben und wurde am 20. Dezember 1953 durch Pfarrer Ferdinand Kaufhold eingeweiht. Am 3. April 2011 fand in der Kapelle der letzte Gottesdienst statt, die Kapelle wurde profaniert und noch im gleichen Jahr an privat verkauft. Katholiken in Tarthun gehören heute zur Pfarrei St. Marien Staßfurt-Egeln im Dekanat Egeln des Bistums Magdeburg, nahegelegene katholische Kirchen sind St. Johannes Baptist in Wolmirsleben und St. Marien in Egeln.

## Politik

### Bürgermeister
Der letzte Bürgermeister der Gemeinde Tarthun war Peter Fries (parteilos).

### Wappen
Blasonierung: „In Gold ein Taubenturm mit blauem Pfeiler, silbernem Fachwerkhäuschen mit schwarzen Balken und Stützbögen und blauem Zeltdach, bekrönt von einer gestielten blauen Kugel.“
Das Wappen wurde vom Magdeburger Kommunalheraldiker Jörg Mantzsch gestaltet. Es zeigt den historischen und denkmalgeschützten Taubenturm von Tarthun.

### Flagge
Die Flagge der ehemaligen Gemeinde Tarthun ist eine blaue Flagge mit dem aufgelegten Wappen.

## Kultur und Sehenswürdigkeiten
- Gedenkstätte auf dem Ortsfriedhof mit Grabstätten von 13 sowjetischen und sieben polnischen Kriegsgefangenen sowie für fünf Polinnen.